# 巴頓縣 (密蘇里州)
巴頓县（英語：Barton County）是美國密蘇里州西部的一個縣，西鄰堪薩斯州。面積1,546平方公里。根據美國2000年人口普查，共有人口12,541人。縣治拉馬爾 （Lamar）。
成立於1855年12月12日。縣名紀念聯邦參議員大衛·巴頓 （David Barton）。